# Valletta Football Club
Il Valletta Football Club è una società calcistica maltese con sede nella città de La Valletta.
Fondato nel 1943, il club rappresenta la capitale maltese nel sistema calcistico nazionale ed è uno dei più titolati del paese, potendo annoverare nel suo palmarès 25 titoli maltesi, 14 Coppe di Malta e 13 Supercoppe di Malta (record nazionale).
Nella stagione 2024-25 milita in Challenge League, la seconda divisione del campionato maltese. Nel marzo 2025, ha ottenuto nuovamente la promozione in massima categoria per la stagione successiva.

## Storia
Fondato nel 1943, il Valletta Football Club successe a diversi club cittadini che hanno rappresentato la capitale maltese negli anni precedenti la seconda guerra mondiale. Fra i maggiori sono da annoverare i Valletta Rovers e soprattutto il Valletta United, vincitore di due titoli nel 1914-15 e 1931-32, e di cui la nuova società ha ereditato il titolo sportivo.
Il primo titolo nazionale arrivò nella stagione di esordio 1944-45, e fu subito bissato l'anno successivo. Col tempo, la nuova squadra della capitale è riuscita ad insediarsi stabilmente nell'élite del calcio maltese, insidiando l'egemonia storica di Floriana e Sliema Wanderers e arrivando alla conquista del decimo alloro nazionale nel 1977-78.
Particolarmente vincenti per il club furono la fine degli anni novanta, nel quale si segnalano la conquista di quattro titoli di campione di Malta in cinque anni (1996-97, 1997-98, 1998-99 e 2000-01, di cui i primi tre consecutivi) e la decade apertasi con il 2010, che ha visto il club biancorosso ottenere il ventesimo titolo nazionale (2010-11) e trionfare in campionato in ben sei edizioni sulle dieci disputate (l'ultima delle quali nel 2018-19, dopo la vittoria ai rigori nello spareggio contro l'Hibernians.
Fra i primati ottenuti dal club si segnalano il non essere mai retrocesso dall'anno della fondazione, la conquista della Centenary Cup nel 2000 e la vittoria in tutte e sei le competizioni messe in palio dalla federazione maltese nell'anno 2001.
Al termine della stagione 2023-24 il club è retrocesso in seconda divisione per la prima volta nella sua storia. Dopo solo una stagione, ha nuovamente raggiunto la promozione in massima serie, vincendo il campionato cadetto.

## Colori e simboli

### Colori
I colori sociali della squadra sono il rosso e il bianco.

### Simboli ufficiali

#### Stemma
Lo stemma della squadra riporta al centro un leone dorato in campo rosso, ripreso dallo stemma della città di La Valletta, ed è sormontato da due stelle dorate, rappresentanti il raggiungimento della vittoria del ventesimo titolo in campionato.

## Calciatori
Joe Cilia giocò con la Nazionale maltese tra gli anni '50 e gli anni '60. In anni più recenti, molti sono i giocatori del Valletta che hanno fornito un contributo alla nazionale maggiore: fra di essi si ricordano Michael Mifsud, il maggior cannoniere della nazionale, Ivan Zammit e Gilbert Agius, recordman di presenze (612) e reti segnate (241) con il club; in onore di quest'ultimo, a lungo capitano del club e considerato una vera e propria bandiera della società, è stata ritirata la maglia numero 7.

## Allenatori
- 1949-50  Harry Tedder
- 1958-59  Jock Gilmour
- 1959-60  William Dingwall
- 1962-63  Carm Borg (1962–63)
- 1968-70  Tony Formosa
- 1970-72  Josie Urpani
- 1973-75  Tony Formosa
- 1976-77  Terenzio Polverini
- 1977-78  Lolly Debattista
- 1978-82  John Calleja
- 1982-84  Joe Cilia
- 1986-88  Tony Formosa &  Joe Micallef
- 1989-90  George Busuttil
- 1990-91  Eddie Vella
- 1991-93  Tony Euchar Grech
- 1993-94  Lawrence Borg
- 1994-95  Joe Cilia &  Edward Aquilina
- 1995-98  Edward Aquilina
- 1998-01  Krasimir Manolov
- 2001-02  Georgi Deyanov
- 2002-03  Dennis Fenech
- 2003-04  Atanas Marinov
- 2004-05  J.J. Aquilina
- 2005-09  Paul Zammit
- 2009-10  Ton Caanen
- 2010-12  Jesmond Zerafa[14]
- 2012-2014 Mark Miller &  André Paus
 Gilbert Agius &  Paul Zammit gen.-giu.
- 2014-2015  Gilbert Agius &  Paul Zammit
- 2015-17  Paul Zammit
- 2017-2018  Zoran Popović
 Danilo Dončić gen.-mag.
- 2018-2019  Danilo Dončić
 Gilbert Agius apr.-mag.
- 2019-2020  Darren Abdilla[15]
 Giovanni Tedesco feb.-giu.[16]
- 2020-2021  Jesmond Zerafa[17]
 Gilbert Agius dic.[18]
 A. Cardoso Mendes dic.-[19]
- 2021-22  A. Cardoso Mendes
 Danilo Dončić feb.-giu.[20]
- 2022-2023  Thane Micallef[21]
- set 2023-feb 2024  Vincenzo Potenza[22]
- feb-giu 2024  Juan Gill
- 2024-  Thane Micallef[23]

## Palmarès

### Competizioni nazionali
- Premier League: 25

1914-1915, 1931-1932, 1944-1945, 1945-1946, 1947-1948, 1958-1959, 1959-1960, 1962-1963, 1973-1974, 1977-1978, 1979-1980, 1983-1984, 1989-1990, 1991-1992, 1996-1997, 1997-1998, 1998-1999, 2000-2001, 2007-2008, 2010-2011, 2011-2012, 2013-2014, 2015-2016, 2017-2018, 2018-2019
- Coppa di Malta: 14

1959-1960, 1963-1964, 1974-1975, 1976-1977, 1977-1978, 1990-1991, 1994-1995, 1995-1996, 1996-1997, 1998-1999, 2000-2001, 2009-2010, 2013-2014, 2017-2018
- Supercoppa di Malta: 13

1990, 1995, 1997, 1998, 1999, 2001, 2008, 2010, 2011, 2012, 2016, 2018, 2019
- Centenary Cup: 1

2000
- Challenge League: 1

2024-2025

### Altri piazzamenti
- Campionato maltese:

Secondo posto: 1927-1928, 1946-1947, 1956-1957, 1960-1961, 1961-1962, 1963-1964, 1964-1965, 1978-1979, 1982-1983, 1986-1987, 1988-1989, 1990-1991, 1995-1996, 2008-2009, 2009-2010, 2014-2015, 2019-2020
Terzo posto: 1913-1914, 1919-1920, 1923-1924, 1924-1925, 1925-1926, 1928-1929, 1929-1930, 1930-1931, 1937-1938, 1948-1949, 1950-1951, 1952-1953, 1968-1969, 1971-1972, 1976-1977, 1992-1993, 1993-1994, 1994-1995, 1999-2000, 2002-2003
- Coppa di Malta:

Finalista: 1946-1947, 1956-1957, 1958-1959, 1961-1962, 1969-1970, 1975-1976, 1982-1983, 1984-1985, 1991-1992, 1993-1994, 2008-2009, 2010-2011, 2018-2019, 2021-2022
Semifinalista: 2007-2008, 2011-2012, 2012-2013, 2014-2015, 2019-2020
- Supercoppa di Malta:

Finalista: 1987, 1991, 1992, 1993, 1996, 2014

### Calcio a 5
- Campionato maltese: 2

2015-16, 2017-18
- Supercoppa di Malta: 1

2018

## Statistiche

### Statistiche nelle competizioni UEFA
Il Valletta F.C. vanta un totale di 42 partecipazioni alle coppe europee. Ha esordito in campo internazionale nel 1963, eliminato al turno preliminare di Coppa dei Campioni per mano dei cecoslovacchi del Dukla Praga non riuscendo a segnare nemmeno una rete nel doppio confronto.
Il primo successo arrivò nel 1974 con una vittoria per 1-0 contro i finlandesi dell'HJK nel primo turno di Coppa dei Campioni, che non bastò comunque alla compagine isolana per aggiudicarsi il passaggio al turno successivo.
Nella stagione 1999-2000 il Valletta ottenne la prima storica qualificazione al secondo turno, eliminando i gallesi del Barry Town con un punteggio complessivo di 3-2. Con l'inizio degli anni 2010 la squadra è riuscita ad raggiungere diverse volte il secondo turno di qualificazione; da segnalare una vittoria per 3-0 contro gli islandesi del Keflavík nella Europa League 2009-2010 ed un largo successo per 8-0 contro gli andorrani del Lusitans, che rappresenta il massimo successo europeo del club, nonché la più ampia vittoria di un club maltese in una competizione europea.
Durante la Champions League 2018-2019 il Valletta venne eliminato senza perdere nella doppia sfida con gli albanesi del Kukësi (i match terminarono 0-0 in Albania e 1-1 a Malta, regola dei gol in trasferta) e la squadra venne retrocessa in Europa League dove però fu eliminata dal Zrinjski Mostar.
Nella stagione 2019-20 ha per la prima volta raggiunto il terzo turno di una competizione europea, dopo aver ottenuto il passaggio al secondo turno di Champions League battendo il Dudelange ove verrà eliminato dal Ferencvarosi TC per un totale di 4-2 (3-1,1-1). Retrocesso in Europa League, è stato eliminato dai kazaki dell'Astana FK.
Tabella aggiornata alla stagione 2020-2021.
| Competizione                        | Partecipazioni | G  | V  | N | P  | RF | RS  |
| ----------------------------------- | -------------- | -- | -- | - | -- | -- | --- |
| Coppa dei Campioni/Champions League | 18             | 48 | 6  | 8 | 34 | 40 | 117 |
| Coppa delle Coppe                   | 7              | 20 | 14 | 0 | 2  | 6  | 54  |
| Coppa UEFA/UEFA Europa League       | 16             | 37 | 4  | 7 | 26 | 34 | 81  |
| Coppa Intertoto                     | 2              | 4  | 0  | 2 | 2  | 3  | 10  |

## Tifoseria

### Gemellaggi e rivalità

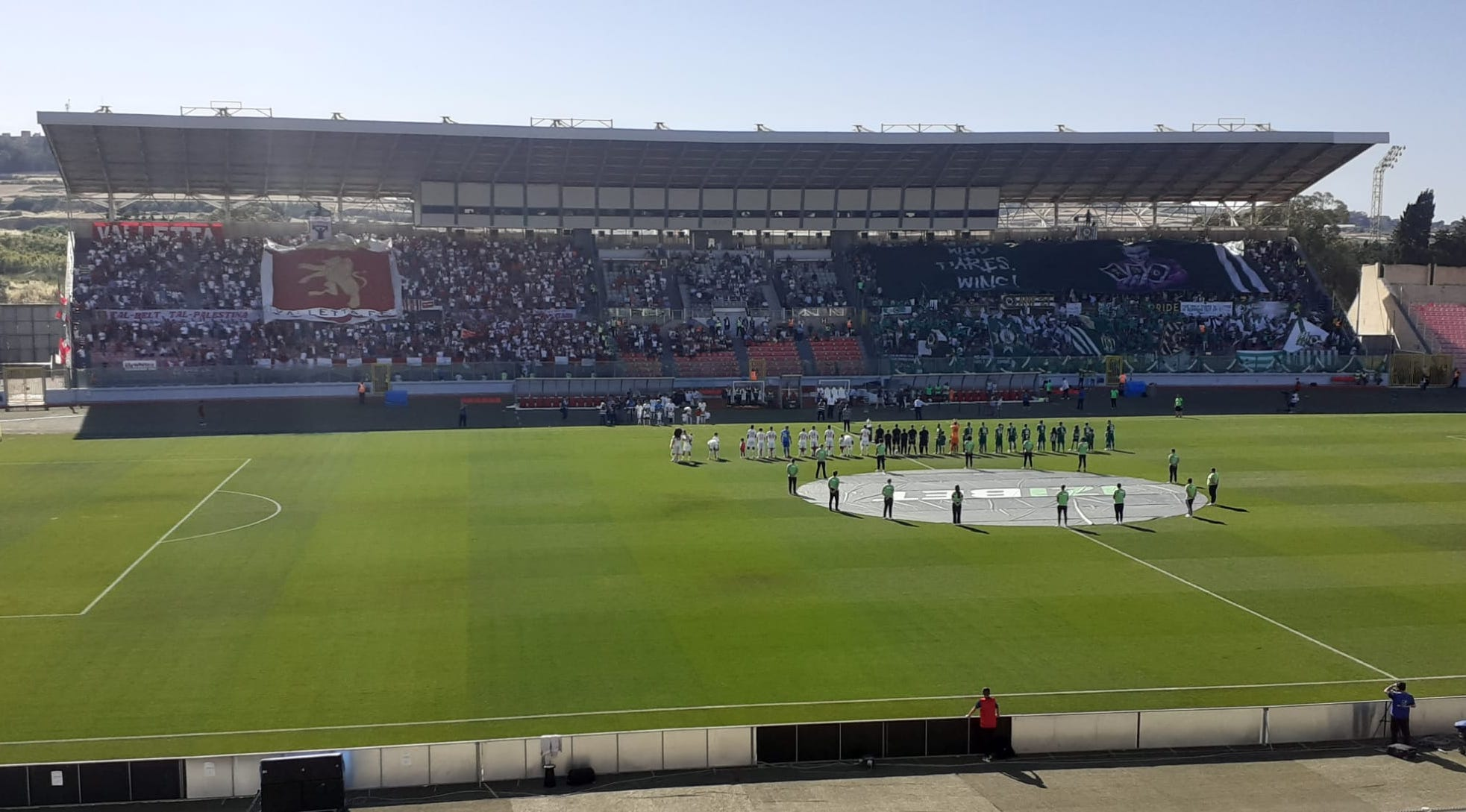
Valletta e Floriana in campo per la finale di Coppa di Malta 2021-22

Particolarmente sentita è la rivalità nei confronti del Floriana, a causa della vicinanza geografica delle rispettive città e dei frequenti scontri al vertice fra le due squadre. La partita viene spesso denominata derby e vede la partecipazione attiva delle due tifoserie. Una rivalità minore sussiste inoltre con gli Ħamrun Spartans, a causa dei frequenti scontri per la conquista del titolo negli Anni '80 e Anni '90.

## Organico

### Rosa 2023-2024
Aggiornata al 7 ottobre 2023.
| N. |                            | Ruolo | Calciatore       |
| -- | -------------------------- | ----- | ---------------- |
| 1  | Malta (bandiera)           | P     | Cain Formosa     |
| 6  | Argentina (bandiera)       | D     | Enzo Ruiz        |
| 8  | Malta (bandiera)           | C     | Tristan Caruana  |
| 9  | Malta (bandiera)           | A     | Andrea Zammit    |
| 10 | Malta (bandiera)           | C     | Shaun Dimech     |
| 11 | Brasile (bandiera)         | C     | Niltinho         |
| 14 | Malta (bandiera)           | D     | Christian Gauci  |
| 16 | Malta (bandiera)           | C     | Kurt Desira      |
| 18 | Rep. Dominicana (bandiera) | C     | Enmy Peña        |
| 20 | Argentina (bandiera)       | A     | Federico Falcone |
| 21 | Francia (bandiera)         | D     | Bradley Kamdem   |
| 22 | Malta (bandiera)           | C     | Brandon Paiber   |

| N. |                    | Ruolo | Calciatore          |
| -- | ------------------ | ----- | ------------------- |
| 24 | Malta (bandiera)   | C     | Rowen Muscat        |
| 26 | Italia (bandiera)  | P     | Alessandro Guarnone |
| 28 | Francia (bandiera) | C     | Ulrich N'Nomo       |
| 30 | Malta (bandiera)   | A     | Llywelyn Cremona    |
| 66 | Albania (bandiera) | C     | Eslit Sala          |
| 80 | Nigeria (bandiera) | A     | Joseph Willy        |
| 91 | Liberia (bandiera) | A     | William Jebor       |
| 93 | Francia (bandiera) | C     | Kilian Bevis        |
| 99 | Malta (bandiera)   | P     | Cain Formosa        |
|    | Malta (bandiera)   | A     | Isaiah Micallef     |
|    | Malta (bandiera)   | P     | Anson Saliba        |
|    | Malta (bandiera)   | P     | Maverick Buhagiar   |